# Sergio Amidei
Sergio Amidei (ur. 30 października 1904 w Trieście; zm. 14 kwietnia 1981 w Rzymie) – włoski scenarzysta filmowy. Ważna postać kina włoskiego neorealizmu.

## Życiorys
Współautor scenariuszy do klasycznych dzieł neorealistycznych, m.in. Rzym, miasto otwarte (1945), Paisà (1946) i Niemcy – rok zerowy (1948) Roberto Rosselliniego oraz Dzieci ulicy (1946) Vittoria De Siki.
Dwukrotny laureat nagrody David di Donatello za najlepszy scenariusz, czterokrotnie nominowany do Oscara.
Zasiadał w jury konkursu głównego na 32. MFF w Cannes (1979).